# Thrinax contigua
Thrinax contigua är en stekelart som beskrevs av Friedrich Wilhelm Konow 1885. Thrinax contigua är enda arten i släktet Thrinax som tillhör familjen bladsteklar. Enligt den finländska rödlistan är arten sårbar i Finland. Arten är reproducerande i Sverige. Artens livsmiljö är lundskogar.